# Nguyễn Văn Minh (cầu thủ bóng đá)
Nguyễn Văn Minh (sinh ngày 8 tháng 2 năm 1999) là một cầu thủ bóng đá chuyên nghiệp người Việt Nam hiện thi đấu ở vị trí tiền vệ cho câu lạc bộ bóng đá Hải Phòng tại V.League 1.

## Danh hiệu
Hà Nội
- Siêu cúp Quốc gia Việt Nam: 2021